# Achada e Levada do Poiso
Achada e Levada do Poiso é um sítio povoado da freguesia dos Canhas, concelho da Ponta do Sol, Ilha da Madeira.